# Jason Pominville
Jason John Pominville, född 30 november 1982 i Repentigny, Québec, är en amerikansk-kanadensisk professionell ishockeyspelare som sedan säsongen 2017/18 spelar för Buffalo Sabres i NHL, där han även tidigare har spelat. Mellan sina besök i klubben spelade han för Minnesota Wild. 
Pominville spelade i NHL-klubben Buffalo Sabres där han var rookie säsongen 2005–06. Han spelade en match för Buffalo redan säsongen 2003–04. Pominville avgjorde som rookie kvartsfinalen i Stanley Cup-slutspelet mot Ottawa Senators i numerärt underläge genom att gå förbi Daniel Alfredsson som agerade back under spelsekvensen. Han blev därmed förste spelare någonsin att avgöra en slutspelsserie på övertid i numerärt underläge.
Säsongen 2006–07 noterades Pominville för karriärbästa 34 mål och säsongen 2007–08 för karriärbästa 53 assist och 80 poäng. 2007–08 nominerades han även till Lady Byng Trophy som ligans gentleman.
Han fungerade under mars månad 2008 som Sabres lagkapten.
Efter att Buffalo Sabres missat slutspelet 2007–08 valde Pominville att spela för USA i VM 2008, något han kunde göra eftersom hans mor är därifrån och att han aldrig representerat Kanada på någon nivå. USA åkte ut i kvartsfinalen mot Finland. 
30 juni 2017 tradades han tillsammans med Marco Scandella och ett draftval till Buffalo Sabres i utbyte mot Marcus Foligno, Tyler Ennis och ett draftval.

## Utmärkelser
Junior:
- 2001–02 CHL - Third All-Star Team, "Tredje Stjärnfemman"
- 2001–02 QMJHL - Frank J. Selke Trophy - som årets gentleman
- 2001–02 QMJHL - First All-Star Team, "Första Stjärnfemman"

Senior:
- 2007–08 Nominerad till Lady Byng Memorial Trophy

## Statistik

### Klubbkarriär
| 1998–99      | Shawinigan Cataractes | QMJHL        | 2   | 0   | 0   | 0   | 0   | –  | –  | –  | –  | –  |
| 1999–00      | Shawinigan Cataractes | QMJHL        | 60  | 4   | 17  | 21  | 12  | 13 | 2  | 3  | 5  | 0  |
| 2000–01      | Shawinigan Cataractes | QMJHL        | 71  | 46  | 67  | 113 | 24  | 10 | 6  | 6  | 12 | 0  |
| 2001–02      | Shawinigan Cataractes | QMJHL        | 66  | 57  | 64  | 121 | 32  | –  | –  | –  | –  | –  |
| 2002–03      | Rochester Americans   | AHL          | 73  | 13  | 21  | 34  | 16  | 3  | 1  | 1  | 2  | 0  |
| 2003–04      | Rochester Americans   | AHL          | 66  | 34  | 30  | 64  | 30  | 16 | 9  | 10 | 19 | 6  |
| 2003–04      | Buffalo Sabres        | NHL          | 1   | 0   | 0   | 0   | 0   | –  | –  | –  | –  | –  |
| 2004–05      | Rochester Americans   | AHL          | 82  | 30  | 38  | 68  | 43  | –  | –  | –  | –  | –  |
| 2005–06      | Rochester Americans   | AHL          | 18  | 19  | 7   | 26  | 11  | –  | –  | –  | –  | –  |
| 2005–06      | Buffalo Sabres        | NHL          | 57  | 18  | 12  | 30  | 22  | 18 | 5  | 5  | 10 | 8  |
| 2006–07      | Buffalo Sabres        | NHL          | 82  | 34  | 34  | 68  | 30  | 16 | 4  | 6  | 10 | 0  |
| 2007–08      | Buffalo Sabres        | NHL          | 82  | 27  | 53  | 80  | 20  | –  | –  | –  | –  | –  |
| 2008–09      | Buffalo Sabres        | NHL          | 82  | 20  | 46  | 66  | 18  | –  | –  | –  | –  | –  |
| 2009–10      | Buffalo Sabres        | NHL          | 82  | 24  | 38  | 62  | 22  | 6  | 2  | 2  | 4  | 2  |
| 2010–11      | Buffalo Sabres        | NHL          | 73  | 22  | 30  | 52  | 15  | 5  | 1  | 3  | 4  | 2  |
| 2011–12      | Buffalo Sabres        | NHL          | 82  | 30  | 43  | 73  | 12  | —  | —  | —  | —  | —  |
| NHL totalt   | NHL totalt            | NHL totalt   | 541 | 175 | 256 | 431 | 139 | 45 | 12 | 16 | 28 | 12 |
| QMJHL totalt | QMJHL totalt          | QMJHL totalt | 199 | 107 | 148 | 255 | 68  | 23 | 8  | 9  | 17 | 0  |
| AHL totalt   | AHL totalt            | AHL totalt   | 239 | 96  | 96  | 192 | 100 | 19 | 10 | 11 | 21 | 6  |

### Internationellt
| År            | Lag           | Turnering     |   | Matcher | Mål | Assist | Poäng | Utv |
| ------------- | ------------- | ------------- | - | ------- | --- | ------ | ----- | --- |
| 2008          | USA           | VM            | 7 | 2       | 3   | 5      | 0     |     |
| Senior totalt | Senior totalt | Senior totalt | 7 | 2       | 3   | 5      | 0     |     |